# Dejan Djermanović
Dejan Djermanović (Lubiana, 17 giugno 1988) è un calciatore sloveno, attaccante del Vrhnika.

## Carriera
Ha giocato nella massima serie dei campionati bosniaco, sloveno, bulgaro, serbo, kazako ed estone.